# Franz Johannes Weinrich

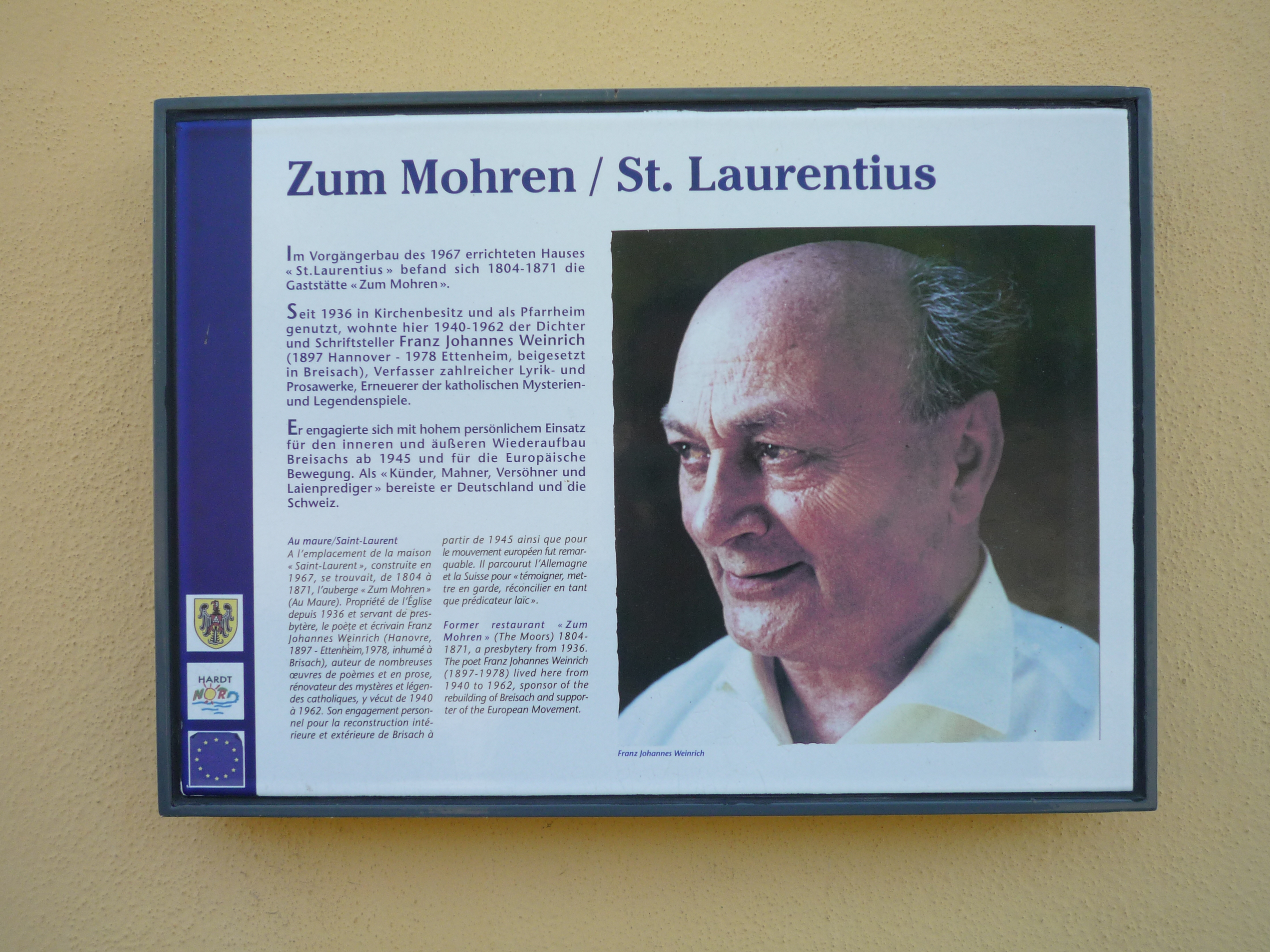
Gedenktafel für Franz Johannes Weinrich in Breisach am Rhein.

Franz Johannes Weinrich (* 7. August 1897 in Hannover; † 24. Dezember 1978 in Ettenheim) war ein deutscher Schriftsteller und Dichter, der an die Traditionen der katholischen Hagiographie und des Mysterienspiels anknüpfte. Er publizierte auch unter dem Pseudonym Heinrich Lerse.

## Leben
Franz Johannes Weinrich war der Sohn des Maurerpoliers Karl Weinrich und dessen Frau Katharina geborene Martin. Er wuchs mit acht Geschwistern auf. Nach der Volksschule besuchte er die Höhere Handelsschule in Hannover und durchlief eine kaufmännische Lehre bei der Hannoverschen Volkszeitung. In den ersten Kriegsjahren fand er Gelegenheitsbeschäftigungen in Hannover, dann in Mülheim an der Ruhr. 1916 meldete er sich als Freiwilliger zum Garde-Füsilier-Regiment. 1917 erlitt er bei Arras eine schwere Verwundung, die ihn lebenslang beeinträchtigte.
Nach Kriegsende kehrte er nach Hannover zurück und begann unter dem Eindruck der Kriegserlebnisse seine schriftstellerische Tätigkeit. Zugleich vollzog sich in dieser Zeit seine Hinwendung zum Christentum. Er begegnete Karl Gabriel Pfeill in Neuss und dem expressionistischen Künstler- und Schriftstellerkreis des Weißen Reiters. In den 1920er Jahren erschienen die ersten Gedichtbände und Theaterstücke, die in der Jugendbewegung Echo fanden. 1922 heiratete er in Neuss Katharina geborene Pannes (1890–1981), mit der er seit 1924 an verschiedenen Orten in Südbaden als freier Schriftsteller lebte. Die Ehe blieb kinderlos.
In der Zeit des Nationalsozialismus verfasste er weitere dezidiert kirchlich-religiöse Werke, die ihn in Konflikt mit der Reichsschrifttumskammer brachten. Bis zu deren Verbot 1936 erschienen seine Erzählungen unter anderem in der von katholischen und evangelischen Jugendlichen gelesenen Zeitschrift Junge Front. Wochenzeitung ins deutsche Jungvolk. Nach dem Zweiten Weltkrieg geriet sein Schaffen zunehmend in Distanz zum Zeitgeist.
Die letzten zehn Jahre verbrachte er mit seiner Frau in einem Altersheim in Lahr. Seine letzte Ruhestätte fand er, seinem Wunsch entsprechend, in Breisach am Rhein. Dort wird seine Grabstätte bis heute vom Geschichtsverein Breisach erhalten und gepflegt. Im Stadtarchiv Breisach werden seine Werke gesammelt.

## Werke
- Himmlisches Manifest (1919)

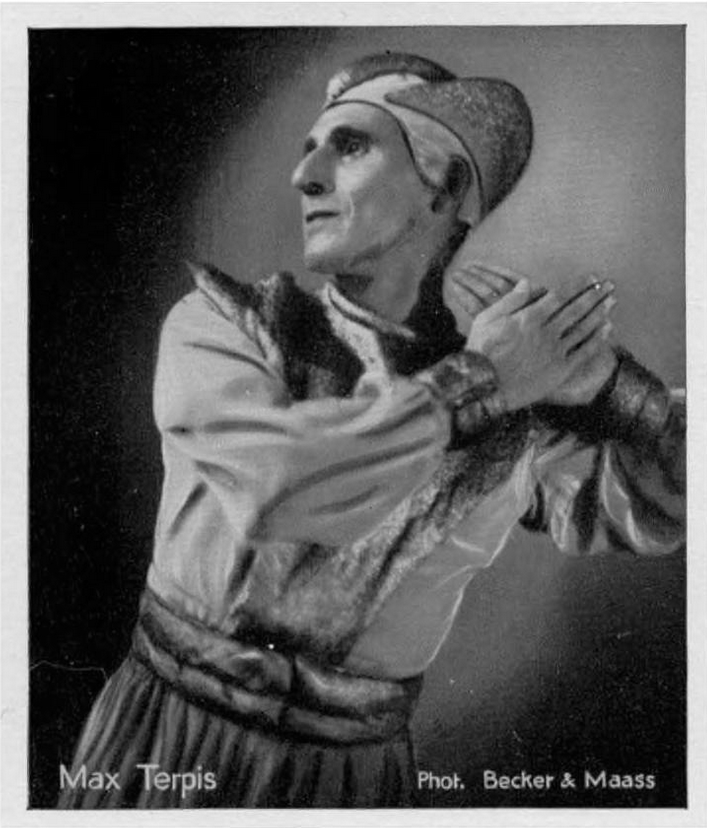
Der Tänzer unserer lieben Frau, choreographiert und getanzt von Max Terpis (1923). Foto: Becker und Maass

- Ein Mensch – Szenen vom Tod eines Menschen (1920)
- Mit Dir ertanze ich den nächsten Stern (Gedichte, 1921)
- Der Tänzer Unserer Lieben Frau (1921)
- Das Tellspiel der Schweizer Bauern (1923)
- Columbus (1923, Uraufführung im Nationaltheater Mannheim)
- Mittag im Tal (Gedichte, 1924)
- Die Meerfahrt (Parzival-Roman, 1926)
- Die Magd Gottes – ein Spiel von der heiligen Elisabeth (1928)
- Die heilige Elisabeth von Thüringen (1930)
- Rückkehr von Babylon (Tragödie über die jüdische Besiedlung Palästinas, 1932)
- Die Löwengrube (Roman, 1932)
- Die Feier vom Königtum Jesu Christi (Mysterienspiel, 1934)
- Die versiegelte Kuppel (Roman, 1935)
- Die Marter unseres Herrn (1935)
- Das Xantener Domspiel (1936, von der Reichsschrifttumskammer auf die Liste des schädlichen und unerwünschten Schrifttums gesetzt)
- Trost in der Nacht (Gedichte, 1947)
- Die Eroberung des Friedens (Mysterienspiel, 1947)
- (Herausgeber:) Breisach gestern und heute (Dokumentation, 1949, mit Geleitwort von Leo Wohleb)
- Die wunderbare Herberge. Geschichten in Vers und Prosa (1950)
- Der Schatz im Berg (Roman unter dem Pseudonym Heinrich Lerse nach dem Meister HL, 1954)
- Der Jüngling neben uns (Roman in Anlehnung an das Buch Tobit, 1961)
- Der Psalter des Herrn (zu Bildern aus der Vaterunser-Kapelle im Ibental, 1972)
- Die Hochzeit zu Kana (1976)

Im katholischen Gebet- und Gesangbuch Gotteslob ist Weinrichs Liedtext Herz Jesu, Gottes Opferbrand mit der Melodie von Adolf Lohmann enthalten (Nr. 371).